# The American Jewels
The American Jewels è il quarto EP della cantautrice britannica Marina and the Diamonds, pubblicato il 23 marzo 2010.
Lo scopo dell'EP è quello di dare visibilità oltreoceano alla cantante, in vista della pubblicazione di The Family Jewels negli Stati Uniti, prevista per il 25 maggio 2010.

## Tracce
1. I Am Not a Robot – 3:35 (Marina Diamandis, Liam Howe)
2. Mowgli's Road – 3:12 (Diamandis, Howe)
3. I Am Not a Robot (Flex'd Rework - Passion Pit Remix) – 4:48 (Diamandis, Howe)